# Gorfu Sigido
 (décembre 2022).
République fédérale démocratique d'Éthiopie
Gorfu Sigido (Ge'ez: ጐርፉ ሲጊዶ) est un des 112 membres du Conseil de la Fédération éthiopien. Il est un des 54 conseillers de l'État des nations, nationalités et peuples du sud et représente le peuple Deasenech.
En septembre 1020, il est désigné membre du comité central du mouvement démocratique des peuples du sud de l'Éthiopie.